# Brachysporium dingleyae
Brachysporium dingleyae är en svampart som beskrevs av S. Hughes 1965. Brachysporium dingleyae ingår i släktet Brachysporium och familjen Trichosphaeriaceae.   Inga underarter finns listade i Catalogue of Life.